# Governo provvisorio della Repubblica francese
Il Governo provvisorio della Repubblica francese (GPRF) fu l'istituzione che assicurò il governo della Francia all'indomani della caduta del Governo di Vichy alla seconda guerra mondiale. 
Esso fu retto inizialmente dal generale Charles de Gaulle, leader della France libre, dalla sua creazione, il 3 giugno 1944, fino al 20 gennaio del 1946, quando lo cedette a Félix Gouin.
Il governo ad interim durò fino al 27 ottobre 1946 con l'introduzione della Quarta Repubblica francese.

## Presidenti
| Ritratto     | Ritratto          | Nome              | Mandato          | Mandato          | Partito      | Governo                        | Governo               | Legislatura                     |
| Ritratto     | Ritratto          | Nome              | Inizio           | Fine             | Partito      | Governo                        | Governo               | Legislatura                     |
| ------------ | ----------------- | ----------------- | ---------------- | ---------------- | ------------ | ------------------------------ | --------------------- | ------------------------------- |
|              |                   | Charles de Gaulle | 3 luglio 1944    | 20 gennaio 1946  | Indipendente | de Gaulle I                    | MRP-SFIO-PRS-UDSR-PCF | Assemblea provvisoria           |
| de Gaulle II | MRP-SFIO-UDSR-PCF | Charles de Gaulle | 3 luglio 1944    | 20 gennaio 1946  | Indipendente | I Assemblea Costituente (1945) |                       |                                 |
|              |                   | Félix Gouin       | 26 gennaio 1946  | 24 giugno 1946   | SFIO         | I Assemblea Costituente (1945) | Gouin                 | MRP-SFIO-PCF                    |
|              |                   | Georges Bidault   | 24 giugno 1946   | 16 dicembre 1946 | MRP          | Bidault I                      | MRP-SFIO-PCF          | II Assemblea Costituente (1946) |
|              |                   | Léon Blum         | 16 dicembre 1946 | 22 gennaio 1947  | SFIO         | Blum III                       | MRP-SFIO              | I (1946)                        |